# Suribachi
Suribachi (jap. 摺鉢山 Suribachi-yama) – najwyższa góra na wyspie Iwo Jima (Iō-tō,  Iō-jima), leżącej w paśmie Wysp Kazan na Oceanie Spokojnym, o wysokości 169 m n.p.m., położona w południowo-wschodniej części tej wyspy. Administracyjnie znajduje się na terenie japońskiej podprefektury Ogasawara.
Góra stała się znana na całym świecie w trakcie bitwy o Iwo Jimę, kiedy 23 lutego 1945 roku sześciu żołnierzy amerykańskiego Korpusu Piechoty Morskiej zawiesiło na jej szczycie flagę Stanów Zjednoczonych. Jej imieniem w 1955 roku nazwano amerykański okręt amunicyjny USS „Suribachi”.

## Geologia
Z geologicznego punktu widzenia góra jest żużlowym stożkiem andezytu, powstałym w wyniku aktywności wulkanicznej. Uważa się, że Suribachi jest uśpionym ujściem do wciąż aktywnego wulkanu (oznaczonego Iō-tō, jak obecny zapis transkrypcyjny nazwy wyspy). Od 1889 do 1957 roku rząd Japonii odnotował szesnaście erupcji na szczycie. Jedna erupcja trwała sześćdziesiąt pięć minut i utworzyła krater o średnicy 35 metrów i głębokości 15 metrów na pasie startowym w pobliżu dawnego lotniska z czasów II wojny światowej. Japońska Agencja Meteorologiczna poinformowała, że 2 maja 2012 roku niewielka erupcja spowodowała odbarwienie wody na północnym wschodzie, tym samym potwierdzono pojawienie się nowej fumaroli.

## W kulturze popularnej
Podczas bitwy o Iwo Jimę fotograf Joe Rosenthal wykonał swoje słynne zdjęcie Sztandar nad Iwo Jimą. Przedstawia ono sześciu marines podnoszących amerykańską flagę na szczycie góry i jest w rzeczywistości inscenizacją pierwszego podniesienia flagi po zdobyciu góry przez Amerykanów. Zdjęcie zyskało status kultowego.
Film Piaski Iwo Jimy z 1949 roku w reżyserii Allana Dwana z udziałem Johna Wayne’a, opowiadający o drużynie amerykańskich marines w czasie bitwy o Iwo Jimę, przedstawia m.in. bój o górę Suribachi. Filmy Clinta Eastwooda z 2006 roku: Listy z Iwo Jimy oraz Sztandar chwały przedstawiają z perspektywy obu walczących stron bitwę o Iwo Jimę, w tym walki na górze Suribachi.